# Тигр і осел (мультфільм, 1960)
«Тигр і осел» (рос. «Тигр и осёл») — грузинський радянський мультфільм 1960 року кінорежисера Отара Андронікашвілі.